# Île-d’Houat
Île-d’Houat (bret. Enez Houad) – wyspa, miejscowość i gmina we Francji, w regionie Bretania, w departamencie Morbihan.
Według danych na rok 1990 gminę zamieszkiwało 390 osób, a gęstość zaludnienia wynosiła 134 osoby/km² (wśród 1269 gmin Bretanii Île-d’Houat plasuje się na 893. miejscu pod względem liczby ludności, natomiast pod względem powierzchni na miejscu 1076.).